# Satyrus saraswati
Satyrus saraswati är en fjärilsart som beskrevs av Vincenz Kollar 1844. Satyrus saraswati ingår i släktet Satyrus och familjen praktfjärilar. Inga underarter finns listade.